# ویتهام
longitudeویتهامlatitudeویتهام
ویتهام (به انگلیسی: Witham) یک منطقهٔ مسکونی در انگلستان است که در شرق انگلستان واقع شده‌است.

## خصوصیات
ویتهام ۲۵٬۳۵۳ نفر جمعیت دارد.